# Santuario di Santa Maria delle Vertighe
Il santuario di Santa Maria delle Vertighe è un edificio sacro che si trova nella località omonima a Monte San Savino, in provincia di Arezzo e diocesi di Arezzo-Cortona-Sansepolcro.

## Storia e descrizione
Originariamente esisteva una primitiva chiesa annessa a un priorato camaldolese ricordato nel 1073.
Intorno al 1100 è situato il miracolo della Vergine che avrebbe fatto trasferire dal contado di Asciano sul colle di Vertighe una cappella medievale la cui abside recava un'immagine ad affresco, già molto venerata, con la Madonna in mandorla. In breve tempo il santuario, facente parte dell'ordine camaldolese dal 1228, divenne meta di continui pellegrinaggi e la devozione popolare si estese alla tavola tardo duecentesca di soggetto mariano di Margarito e Ristoro d'Arezzo.
Alla metà del XV secolo la chiesa venne ricostruita e molto ampliata, inglobando l'absidiola con l'affresco conservata dietro l'attuale altare maggiore. All'inizio del Cinquecento fu costruito il portico lungo la chiesa, per proteggere i pellegrini dalle intemperie, e venne ristrutturato l'interno.
Nel 1816 la custodia del santuario è passata ai frati minori e nel 2007 alla Fraternità francescana di Betania. Nel 1943 l'architetto Padre Raffaello Franci si occupò di ristrutturare la chiesa, ripristinando alcuni degli originari elementi rinascimentali.
La Madonna delle Vertighe è stata nominata patrona dell'Autostrada del Sole, nel 1964, da Papa Paolo VI.
La facciata è semplicemente intonacata aperta in alto da un grande occhio ed è cinto, insieme al fianco destro, da un portico cinquecentesco con pilastri esagonali in cotto. Il campanile, dello stesso materiale, è anch'esso del primo Cinquecento ed è attribuito ad Andrea Sansovino.
L'interno è a pianta basilicale a tre navate divise da due file di colonne con capitelli ionici su cui si impostano archi a tutto sesto. La copertura della navata centrale è con capriate.

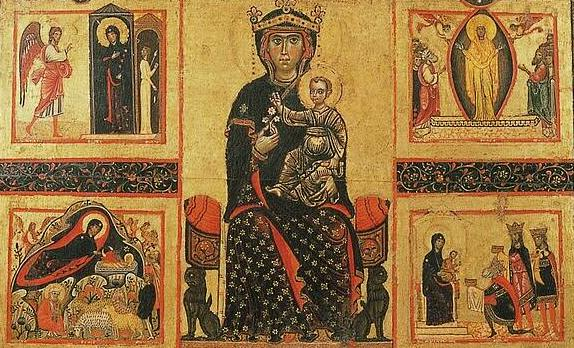
Margarito e Ristoro di Arezzo, Madonna con Bambino in trono e quattro storie della Vergine

Il santuario custodisce numerose opere d'arte. Nella navata destra, al primo altare, un affresco con la Natività della Vergine che il pittore aretino Bernardino Santini firmò e datò 1627, influenzato dagli esempi di Matteo Rosselli. Segue un dittico su tavola con San Savino e San Romualdo dipinto da Ridolfo del Ghirlandaio nel 1520, che era parte del complesso pittorico dell'altare maggiore.
Nell'abside, all'altare maggiore, all'interno di una teca si trova la tavola dipinta a tempera con la Madonna di Vertighe e quattro storie della Vergine di Margarito e Ristoro di Arezzo, firmata e datata 1274 o 1283. Dietro si trova la piccola abside databile all'XI o XII secolo recante un affresco frammentario in cui si vede una Madonna Assunta, databile al tardo Trecento o al primo Quattrocento e quindi un rifacimento di quello venerato dal XII secolo.
Nella navata sinistra, all'altare di San Francesco si trova un Crocifisso sagomato, opera dipinta da Lorenzo Monaco sul recto e sul verso e databile tra il 1415 e il 1420, in successione troviamo poi un affresco di Orazio Porta con Assunzione della Vergine (1590), una lunetta affrescata con una Annunciazione di tradizione ghirlandaiesca e un altro affresco con la Traslazione della Cappella e apparizione della Madonna delle Vertighe ai pastori, del 1593, di gusto poccettiano e probabili opere di Ulisse Giocchi.